# Atrin Madani

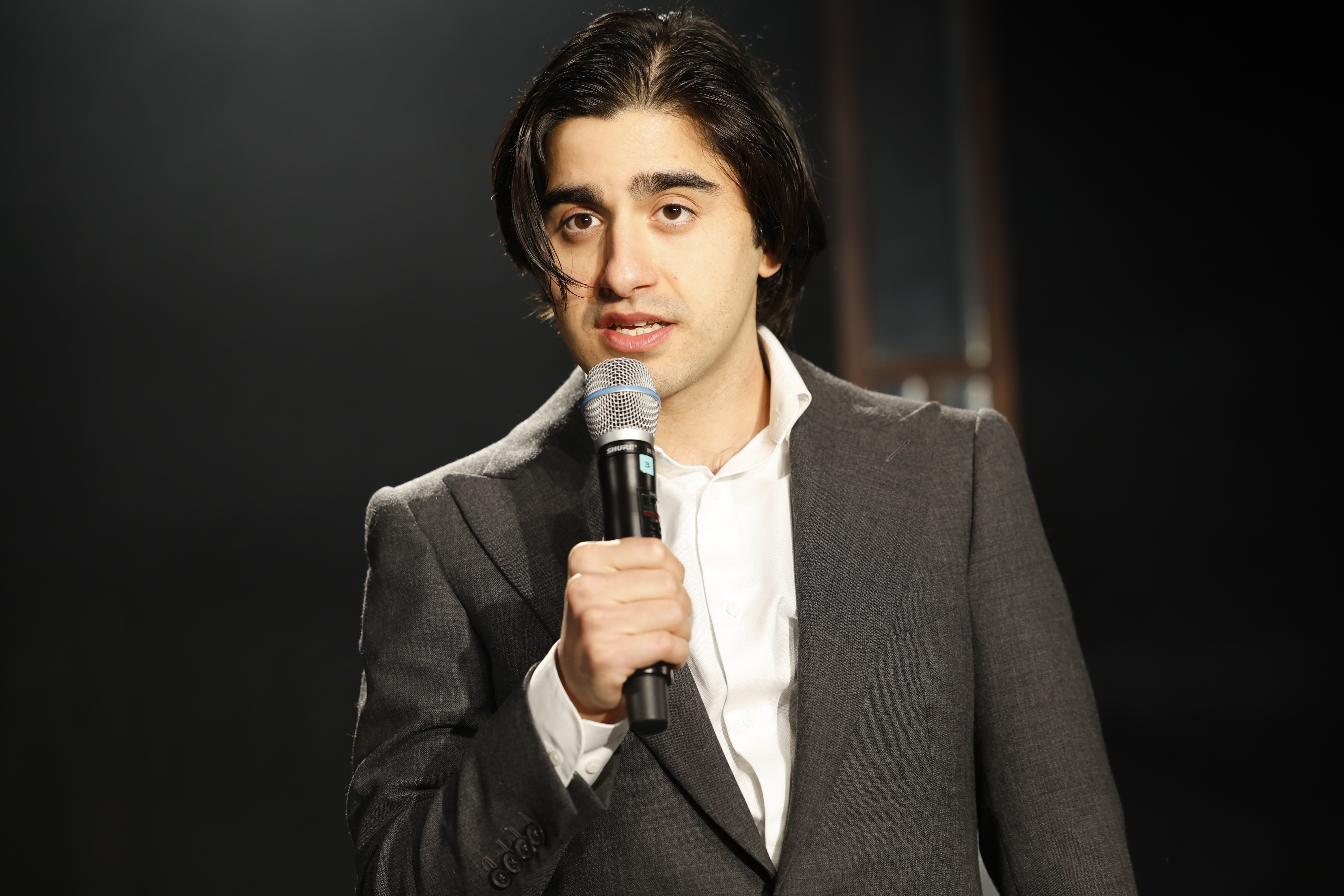
Atrin Madani (2024)

Atrin Madani (* 1998 in Berlin) ist ein deutscher Jazzmusiker (Gesang) mit iranischen Wurzeln.

## Leben und Wirken
Madani, der in Berlin-Schöneberg aufwuchs, trat mit zehn Jahren in den Staats- und Domchor Berlin ein. Er sang mit dem Deutschen Symphonie-Orchester Berlin und den Berliner Philharmonikern unter Leitung von Ingo Metzmacher und Simon Rattle. Nach dem Abitur 2017 studierte er Jazzgesang an der Hochschule für Musik Carl Maria von Weber Dresden bei Céline Rudolph; im Herbst 2019 wechselte er ans Jazz-Institut Berlin, um sein Studium bei Judy Niemack fortzusetzen. Als Mitglied des Bundesjazzorchesters (2018/2019) war er international auf Tour.
Madani trat mit Musikern wie Django Bates, Jiggs Whigham, Marc Secara, Christian von Kaphengst, Torsten Goods, Thomas Stieger, Hendrik Smock, Benny Brown, Lisa Bassenge und Peter Fessler auf. Er sang als Solist der Bigband der Deutschen Oper Berlin.
2021 nahm Atrin in den Berliner Hansa Studios mit Musikern wie Christian von der Goltz und Tobias Backhaus sein Debüt-Album Where Are We Now? auf, das 2023 bei Timezone erschien. Gemeinsam mit dem Gitarristen Alexander Rueß und dem Bassisten Olaf Casimir stellte er das Album mit eigenen Versionen von Jazz- und Popklassikern beim Funkhauskonzert im Deutschlandfunk vor.